# Þrívaldi
Nella mitologia norrena, Þrívaldi (Thrívaldi o Thrivaldi), il cui nome significa "tre volte possente", è un gigante ucciso da Thor.

## Biografia
L'evento viene descritto da Snorri Sturluson nello Skáldskaparmál (4), secondo cui "assassino di Þrívaldi" ("vegandi Þrívalda") è un kenning di Thor. Snorri cita una stanza di Bragi Boddason, il quale chiama Thor "mannaiatore delle nove teste di Þrívaldi" ("sundrkljúfr níu höfða Þrívalda"), ed un'altra stanza di Vetrliði Sumarliðason il quale prega Thor per aver sconfitto ("lemja") Þrívaldi.
Þrívaldi viene anche citato nel Nafnaþulur.